# یکتاپرستی
یکتاپرستی یا توحید یا مونوتیسم (به انگلیسی: Monotheism) این باور است که تنها یک الوهیت وجود دارد، موجودی برتر که در جهان به عنوان خدا شناخته می‌شود. ممکن است بین توحید انحصاری که در آن خدای یگانه وجودی مفرد است و توحیدی که در آن خدایان متعدد دارای اشکال گوناگون یک خدا هستند، تمایز قائل شد، اما هر کدام به‌عنوان امتداد یک خدا فرض می‌شوند. مونوتیسم همچنین از تک‌خداگزینی، یک نظام دینی که در آن مؤمن، یک خدا را پرستش می‌کند، بدون انکار اینکه دیگران ممکن است خدایان مختلف را با اعتبار یکسانی پرستش کنند و تک‌پرستی، شناخت وجود خدایان بسیار، اما با پرستش مداوم تنها یک خدا متمایز است. اصطلاح «تک‌پرستی» شاید برای اولین بار توسط یولیوس ولهاوزن استفاده شد.

## ریشه‌شناسی واژه مونوتیسم
کلمه مونوتیسم از یونانی μόνος (monos) به معنی «تک» که با θεός (theos) به معنای «خدا» ترکیب شده است، منشأ گرفته است. اصطلاح انگلیسی «مونوتیسم» اولین بار توسط فیلسوف انگلیسی هنری مور (۱۶۸۷–۱۶۱۴) استفاده شد.

## تعریف
اصطلاح دینی توحید مترادف با اصطلاح فلسفی یگانه‌گرایی (مونیسم) نیست. مورد اخیر به این دیدگاه اشاره دارد که همه چیز موجود در گیتی سرانجام از یک جوهر سرشته شده است و همه پدیده‌ها تنها نمودهایی از یک جوهر واحد هستند - یعنی اینکه فقط یک نوع واقعیت وجود دارد. برای توحید دو واقعیت اساساً متفاوت وجود دارد: خدا و جهان. خداوند در توحید به عنوان خالق جهان و انسان تصور می‌شود. خداوند نه تنها جهان طبیعی و نظم موجود در آن را آفریده است، بلکه نظم اخلاقی را که بشریت باید با آن منطبق باشد و به‌طور ضمنی در نظم اخلاقی، نظم اجتماعی را آفریده است. همه چیز دست خداست. خدای توحید، همان‌طور که در ادیان توحیدی بزرگ - یهودیت، مسیحیت و اسلام - یک خدای شخصی است. از این نظر، خدای یگانه توحید با تصوری که در برخی ادیان غیر توحیدی از الوهیت غیرشخصی یا وحدت الهی وجود دارد که در سراسر جهان، از جمله خود بشریت رسوخ می‌کند، در تقابل قرار می‌گیرد.

## انواع

### توحید انحصاری
در «توحید انحصاری» فقط یک خدا وجود دارد. خدایان دیگر یا اصلاً وجود ندارند یا حداکثر، خدایان یا شیاطین کاذب هستند - یعنی موجوداتی که وجودشان تأیید شده است اما نمی‌توان آنها را از نظر قدرت یا هیچ راه دیگری با خدای یگانه و حقیقی مقایسه کرد. این جایگاه در اصل جایگاه یهودیت، مسیحیت و اسلام است. در حالی که در کتاب مقدس عبری (عهد عتیق) خدایان دیگر در بیشتر موارد هنوز به عنوان خدایان دروغین شناخته می‌شدند، در یهودیت بعدی و در مسیحیت که از نظر الهیاتی و فلسفی توسعه یافت، تصور از خدا به عنوان یکتا و یگانه پدیدار شد و خدایان دیگر اصلاً وجود ندارد.
توحید انحصاری در تقابل کامل با موقعیت افراطی «شرک نامحدود» وجود دارد، به عنوان مثال، در ادیان کلاسیک یونان و روم: خدایان مختلف نام‌ها و شکل‌های خاص خود را دارند. تعداد خدایان زیاد و اصولاً نامحدود است. در مقام و قدرت بین خدایان، عملکرد و حوزه نفوذ تفاوت‌هایی وجود دارد، اما همهٔ آنها به یک اندازه الهی هستند. در واقع یک پانتئون منظم وجود دارد. در شرک نامحدود، تعداد خدایی که واقعاً پرستش می‌شوند به ندرت از چند صد خدا در یک دین بیشتر می‌شود، اما در تئوری، مانند هند، میلیون‌ها خدا ممکن است وجود داشته باشند.

### توحید فراگیر
توحید فراگیر وجود تعداد زیادی از خدایان را می‌پذیرد، اما معتقد است که همه خدایان اساساً یکسان هستند، به طوری که تفاوت چندانی نمی‌کند یا فرقی نمی‌کند که تحت کدام نام یا بر اساس کدام آیین یک خدا یا الهه خوانده می‌شود. چنین تصوراتی مشخصه ادیان هلنیستی دوران باستان بود.

### تک‌خداگزینی
تک‌خداگزینی برای اشاره به پرستش یک خدای منفرد، در عین پذیرش وجود یا امکان وجود خدایانی دیگر، به کار گرفته شد. «ربکا دنووا» استاد تاریخ قدیم مسیحیت نوشته است: «یکتاپرستی آن گونه که ما امروزه می‌فهمیم در جهان باستان وجود نداشت.» تعریف امروزه از یکتاپرستی عبارت است از پرستش تنها یک خدا و انکار وجود خدایان دیگر. در یهودیت اولیه مفهوم خدا در کتاب مقدس عبری به دلیل اینکه وجود خدایان دیگر به ندرت به صراحت انکار می‌شود و حتی بارها به آن اذعان می‌شود به عنوان تک‌خداگزینی در نظر گرفته می‌شود.

### تک‌پرستی
تک‌پرستی اعتقاد به وجود چندین خدا است اما با پرستش متداوم تنها یک الهه یا رب‌النوع یا خدا. عبارت تک‌پرستی (monolatry) احتمالاً اولین بار توسط یولیوس ولهاوزن استفاده شده باشد. تک‌پرستی با هنوتئیسم باوری دینی که در آن باورمند یک خدا را می‌پرستد، بدون این که امکان پرستش خداهای متفاوتی با اعتبار برابر توسط دیگران را منکر شود، نیز متفاوت است.

### توحید متکثر
در «توحید متکثر»، خدایان مختلف پانتئون، بدون از دست دادن استقلال خود، در عین حال مظاهر یک جوهر الهی تلقی می‌شوند.

### دوگانه‌باوری
برخی از ادیان به ثنویت یا دوگانه‌باوری اعتقاد دارند: آنها گیتی را شامل دو اصل اساسی و معمولاً متضاد می‌دانند، مانند خیر و شر یا روح و ماده. تا آنجا که به مفهوم خدا و ضد خدا به جای دو خدا برخورد می‌شود، این نوع دین را می‌توان گونه ای دیگر از توحید دانست. مهم‌ترین مصداق ثنویت در یک دین، دین ایرانی زرتشتی است.

## تاریخچهٔ کلی
در حالی که اصطلاح مونوتیسم به خودی خود مدرن است، پژوهشگران تلاش کرده‌اند تا ریشه‌های کهن باورهای توحیدی را در جهان باستان کشف کنند. فرعون مصری آخناتون (۱۳۵۳–۱۳۳۶ قبل از میلاد) که اغلب به عنوان اولین موحد از او یاد می‌شود، در بالای فهرست قرار دارد. در دوره عمارنه، آخناتون پرستش «آتون»، نماد ایزد خورشید، را به عنوان بالاترین نوع پرستش ترویج کرد.

### اروپا

#### رواقی‌گری
الهیات رواقیان وجود کل پانتئون از خدایان مختلف را پیش‌فرض می‌گیرد. پلوتارک در این رابطه نقل می‌کند که رواقیان «هیچ‌کدام از خدایان را فنا ناپذیر یا ابدی نمی‌دانستند به جز زئوس به تنهایی» و در ادامه می‌گوید «همه دیگر خدایان متولد شدند و در آتش هلاک خواهند شد.» رواقیون وجود خدایان و الهه‌های سنتی را پذیرفته بودند. با این حال، فلاسفه یونانی رواقی‌گری شرک متعارف را باز تفسیر کردند، زیرا آنها تصور می‌کردند که یک خدا وجود دارد که فناناپذیر است، در حالی که سایر خدایان صرفاً تجلیات احتمالی او هستند.

#### دین هلنیستی
توسعه توحید ناب (فلسفی) محصول دوران پسین‌باستان است. در طول قرون دوم تا سوم، تاریخ مسیحیت تنها یکی از چندین جنبش مذهبی رقیب مدافع توحید بود.
«هنولوژی» مفهومی است که در نوشته‌های فلسفه نوافلاطونی به‌ویژه فیلسوف فلوطین برجسته است. در نوشته‌های فلوطین، «یگانه» عنوان موجودی غیرقابل تصور، متعالی، همه‌جانبه، دائمی، ابدی، مسبب توصیف می‌شود که در سراسر هستی نفوذ می‌کند.

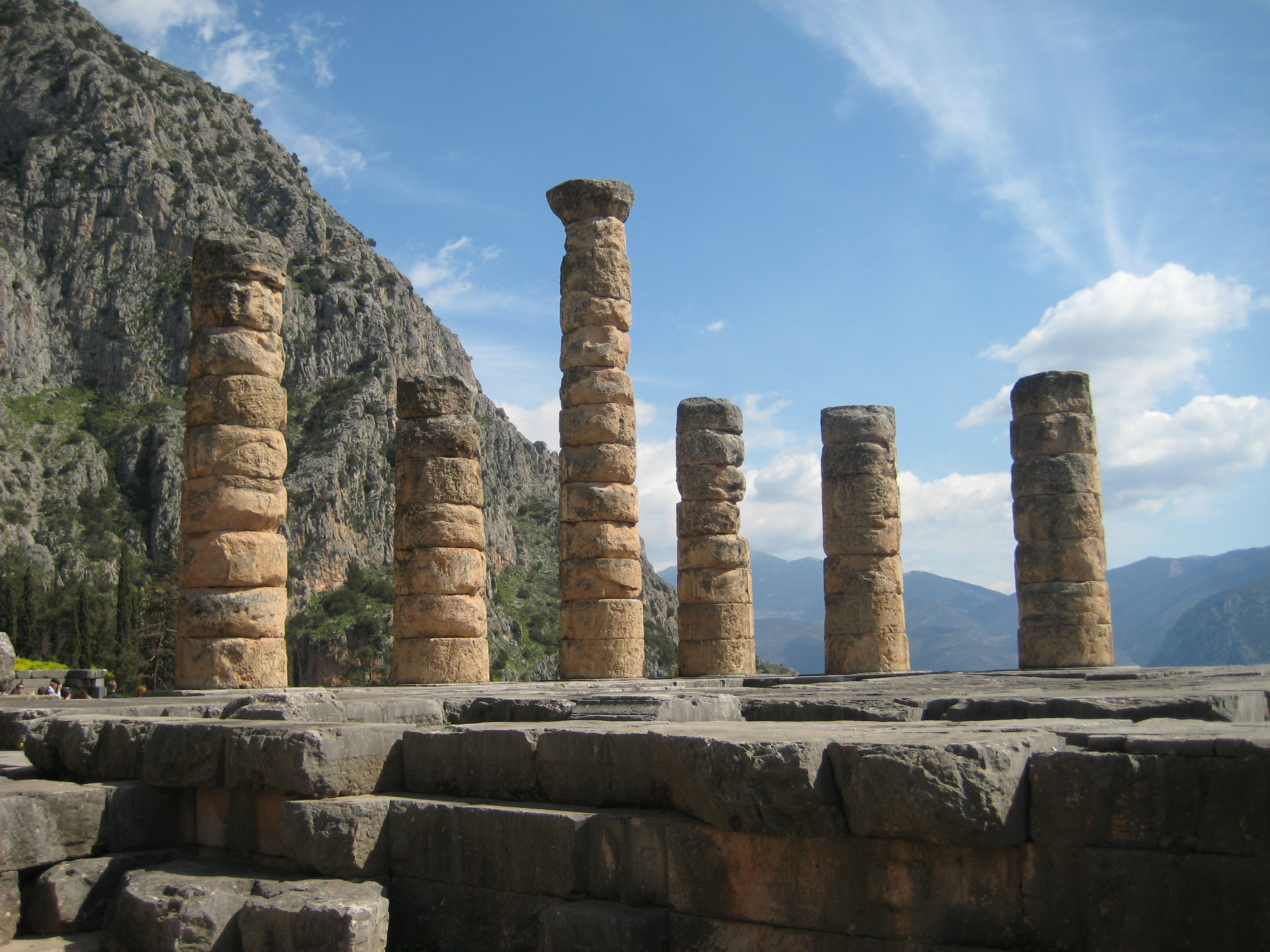
بازمانده از معبد آپولون در دلفی در دلفی، یونان

تعدادی از پندهای آپولون به دست آمده از معابد دیدیما و کلاروس، به اصطلاح «پند یا پیش‌گویی الهیاتی»، مربوط به قرن دوم و سوم پس از میلاد، اعلام می‌کنند که تنها یک خدای برتر وجود دارد، که خدایان ادیان مشرک صرفاً مظاهر یا بندگان آنها هستند. قرن چهارم پس از میلاد، قبرس علاوه بر مسیحیت، آیینی ظاهراً توحیدی دیونیزوس (باکوس) را داشت.
هیپسیستارهاها گروهی مذهبی بودند که طبق اسناد یونانی به خدای متعالی اعتقاد داشتند. تجدید نظرهای بعدی این دین یونانی به سمت توحید هدایت شد زیرا در بین مردم بیشتر مورد توجه قرار گرفت. پرستش زئوس به عنوان خدای سر نشانگر روندی در جهت یکتاپرستی بود، با احترام کمتری به قدرت‌های تکه‌تکه شده خدایان کوچکتر.

### مصر
در سدهٔ چهاردهم پیش از میلاد، آخناتون یکی از فراعنه دودمان هجدهم مصر باستان تلاش کرد تا دین جدیدی که بر پایه پرستش خدایی واحد و متمرکز بر پرستش «آتون»، ایزد خورشید و همچنین طرد چندگانه‌پرستی بود، را در مصر رواج دهد اما به موفقیت چندانی دست پیدا نکرد و مورد پذیرش عمومی قرار نگرفت. پس از مرگش، یادبودها و تندیس‌های او را نابود و نامش را از فهرست فراعنه پاک کردند.
زیگموند فروید در کتاب موسی و یکتاپرستی به وسیلهٔ تحلیل روان‌شناسی به این نتیجه می‌رسد که یکتاپرستی از مصر وارد میان‌رودان شده و موسی پیامبر قوم یهود، مصری بوده است.

### در مزدیسنا
دین مزدیسنا ترکیبی از جهان‌شناسی دوگانه‌گرایی و آخرت‌شناسی توحیدی است که آن را در میان ادیان جهان منحصربه‌فرد می‌سازد. به دلیل حضور اهورامزدا و وجود ایزدان کمتر مورد پرستش مانند آهرانیتا، این که آیا آنها یکتاپرست هستند یا خیر، مورد بحث است.
[ε]
برخی مزدیسنا را دین توحیدی می‌دانند، اما این مورد هم به عنوان درست و هم نادرست هم توسط علما و هم خود زرتشتیان مورد بحث قرار گرفته است. به عنوان دوگانه‌باوری و به دلیل اعتقاد به پیروزی نهایی خیر اهورا مزدا (پروردگار حکیم) و در نهایت شکست شر اهریمن (روح ویرانگر). مزدیسنا زمانی یکی از بزرگ‌ترین ادیان روی زمین به عنوان دین رسمی امپراتوری ساسانی بود. برخی از پژوهشگران، زرتشتیان («پارسیان» یا «زرتشتی») را به عنوان اولین یکتاپرستان و تأثیرگذار بر دیگر ادیان جهان می‌دانند.

## ادیان ابراهیمی

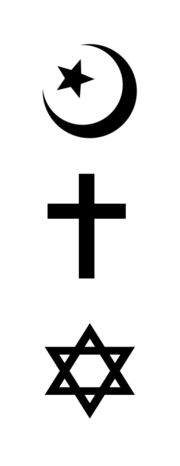
سه دین عمده ابراهیمی: از بالا به پایین، ماه و ستاره نشان اسلام، صلیب نشان مسیحیت، ستاره داوود نماد یهودیت

### یهود
یهودیت به‌طور سنتی یکی از قدیمی‌ترین ادیان توحیدی در جهان محسوب می‌شود، اگرچه در قرن هشتم پیش از میلاد بنی اسرائیل چندخداپرستی بودند، و خدایان ال (خدا)، بعل، اشیره، و عشتروت را پرستش می‌کردند.
یهوه در اصل خدای ملی پادشاهی شمالی اسرائیل و پادشاهی یهودا بود. در طول قرن هشتم قبل از میلاد، پرستش یهوه در اسرائیل در رقابت با بسیاری از فرقه‌های دیگر بود که توسط جناح یهوه ای جمعاً به عنوان بعل توصیف می‌شد. قدیمی‌ترین کتاب‌های کتاب مقدس عبری بازتاب این رقابت است، مانند کتاب‌های کتاب هوشع و کتاب ناحوم که نویسندگان آن‌ها از «ارتداد» مردمان گلایه می‌کنند. اسرائیل، آنها را به خشم خدا تهدید می‌کند اگر از آیین‌های شرک خود دست برندارند.
با گذشت زمان، فرقه تک‌خداگزینی در مخالفت با پرستش خدایان دیگر به‌طور فزاینده‌ای ستیزه‌جویانه‌تر شد. بعدها، اصلاحات شانزدهمین پادشاه یهودا، یوشیا (حدود ۶۴۰–۶۰۹ پ. م) نوعی تک‌پرستی را تحمیل کرد. پس از سقوط یهودا و آغاز اسیران یهودی در بابل، حلقه کوچکی از کاهنان و کاتبان در اطراف دربار سلطنتی تبعید شده جمع شدند، جایی که آنها برای اولین بار مفهوم یهوه را به عنوان تنها خدای جهان توسعه دادند.
یهودیت معبد دوم و بعدها یهودیت خاخامی کاملاً توحیدی شد. تلمود بابلی دیگر «خدایان خارجی» را به عنوان خدایان غیر موجودی که انسان‌ها به اشتباه واقعیت و قدرت را به آنها نسبت می‌دهند، توصیف می‌کند. یکی از مشهورترین بیانات یهودیت خاخامی در مورد توحید، از ابن میمون:
خداوند عامل همه و یکی است. این به این معنا نیست که یکی از یک جفت، نه یکی مانند یک گونه (که افراد زیادی را در بر می‌گیرد)، نه یکی به عنوان یک شیء که از عناصر بسیاری تشکیل شده است، نه به عنوان یک شیء ساده که بی‌نهایت قابل تقسیم است. بلکه خدا یک وحدت است، برخلاف هر وحدت ممکن دیگری.
برخی در یهودیت و برخی در اسلام، مسیحیت تثلیثی را به دلیل آموزه متکثر مسیحی توحیدی تثلیث شکل خالص توحید نمی‌دانند. یهودیت مدرن از اصطلاح «شیطوف» برای اشاره به پرستش خدا در مسیحیت استفاده می‌کند، به گونه ای که یهودیت آن را نه صرفاً توحیدی (هرچند هنوز برای غیر یهودیان مجاز است) و نه شرک آمیز (که ممنوع است) می‌داند.

### مسیحیت
یگانه‌‎پرستی موضوعی مرکزی در ایمان مسیحی است، زیرا اعتقادنامه نیقیه که تعریف مسیحی ارتدکس از تثلیث را ارائه می‌دهد، اینگونه شروع می‌شود: «من به خدای واحد ایمان دارم.». همچنین طبق فرمودۀ عیسی‌مسیح در کتاب‌مقدس، اعتقاد به خدای یگانه و دوست داشتن صادقانۀ او مهمترین فرمان مسیحیت است. تعلیم مسیحیت در خصوص تثلیث خدای یکتا، برخلاف باور عوامانۀ رایج، در تضاد با یگانگی و وحدانیت خدا نیست، بلکه توضیحی از یگانگی خداوند است. طبق تعلیم مسیحیت، خداوند همان "یهوه" است که در کتب عهد قدیم با انسان‌ سخن گفت و در عهد جدید واقعیت عمیق‌تری از خود به انسان ارائه داده که همچون بسیاری از صفات دیگر پروردگار، هیچگاه به طور کامل برای ذهن بشری قابل درک نخواهد بود.

«سپر ایمان» مثلث تثلیث - بیان‌گر تثلیث در مسیحیت

در میان مسیحیت اولیه، بحث‌های قابل توجهی در مورد ماهیت خدا در مسیحیت وجود داشت، به طوری که برخی تجسم را انکار کردند و برخی دیگر خواستار برداشت آریانی از خدا شدند. علیرغم اینکه حداقل یکی از شوراهای اسکندریه قبلاً ادعای آریوس را رد کرده بود، این موضوع مسیح‌شناسی یکی از مواردی بود که در اولین شورای نیقیه مورد بررسی قرار گرفت.

تثلیث اعتقاد مسیحی است که خدا یگانه و یکتاست، اما با سه تجلی/نمود: "پدر، پسر (عیسی)، روح‌القدس".

اولین شورای نیقیه که در نیقیه (در ترکیه کنونی) و توسط امپراتور روم کنستانتین بزرگ در سال ۳۲۵ تشکیل شد، اولین شورای سراسری مسیحیت بود. شورای اسقفهای امپراتوری روم به‌طور قابل توجهی منجر به اولین دکترین متحدالشکل مسیحی، به نام اعتقادنامه نیقیه. با ایجاد عقیده، پیشینه ای برای مجامع عمومی کلیسای اسقف (سینودها) ایجاد شد تا بیانیه‌های اعتقادی و قانون کلیسایی اعتقادی ارتدکس را ایجاد کنند و برای عقاید کلیسا یک عقیده مشترک تعریف کنید و به بدعت دینی بپردازید.
یکی از اهداف شورا حل و فصل مناقشه آریان در مسیحیت اولیه در مورد ماهیت عیسی در رابطه با پدر بود. به‌طور خاص، آیا عیسی هم گوهر با خدای پدر بود یا صرفاً دارای جوهر مشابه بود. همه به جز دو اسقف هم‌گوهری را قبول داشتند و به این دلیل آریوس در مناقشه آریان شکست خورد.
سنت‌های ارتدوکس مسیحی (ارتدوکس شرقی، ارتدوکس شرقی، کاتولیک رومی و اکثر پروتستان‌ها) از این تصمیم پیروی می‌کنند که در سال ۳۸۱ در اولین شورای قسطنطنیه مجدداً تأیید شد و با کار پدران کاپادوکیایی به رشد کامل خود رسید. طبق تعلیم دین این سه شاخۀ مسیحیت، خدا یگانۀ تثلیث نامیده می‌شود و شامل سه نمود/تجلی/شخص/حقیقت: خدای پدر، خدای پسر و خدای روح‌القدس است. این سه نمود/تجلی/شخص/حقیقت به همان یک ذات الهی یکتا هستند.
باید دقت داشت که در دین مسیحیت، عنوان "پدر" یا "پدر آسمانی" برای خدا، نباید موجب این اشتباه شود، که خدا را دارای جنسیت مذکّر دانست. این موضوع به وضوح در اعتقادنامۀ کاتولیک نیز تأکید شده که خداوند نه "مرد/مذکر" است و نه "زن/مؤنث"، که این موضوع تعلیم مسیحیت ارتودوکس و پروتستان نیز هست. تعلیم دین مسیحیت این است که عنوان "پدر" و یا "پدرآسمانی"، صرفاً "عنوان"ی است که خداوند آن را بنا بر حکمت خود، که لزوماً بر انسان‌ها دانسته نیست، برگزیده است. همچنین عنوان "پسر" برای رُکن دوم تثلیث خدای یکتا، صرفاً به این دلیل استفاده می‌شود که جسم انسانیِ عیسی‌مسیح، جسم انسانی مذکر بود، امّا این به این معنی نیست که "خداوند، خدا، کلمۀ خدا [که خود خداست]"، مذکّر است، بلکه خداوند فاقد جنسیت است.
مسیحیان معتقدند خدا یگانۀ تثلیث است، به این معنی که سه تجلی/شخص/نمود/بُعد/حقیقت تثلیث در یک اتحاد هستند که در آن هر فرد کاملاً خداست. مسیحیان باور دارند که تثلیث، همچون بسیاری صفات دیگر خدا، هیچگاه برای ذهن انسان قابل درک نیست. آنها همچنین به دکترین یک پیوند هیپوستاتیک عیسی به عنوان حلول پایبند هستند. طبق آموزۀ تثلیث در مسیحیت، فقط یک خدا وجود دارد، نه سه خدا؛ همچنین تثلیث به این معنی نیست که خدا از سه بخش تفکیک پذیر تشکیل شده است که هر بخش یک سوم از وجود خداست، بلکه هر سه نمود/تجلی/شخص/حقیقت همان خدای یگانۀ مطلق هستند:
"یهوه=پدر آسمانی - یهوه=پسر، کلمه، عیسی‌مسیح  - یهوه=روح‌القدس".

### مورمون‌ها و یونیترین‌ها
برخی جنبش‌ها که جامعۀ مسیحیت، یعنی مسیحیت کاتولیک و ارتودوکس و پروتستان آن‌ها را جزو مسیحیان نمی‌داند، از جمله جهان‌گرایی توحیدگرا، شاهدان یهوه، مورمونیسم، آموزۀ تثلیث را نپذیرفته و به سه‌گانه‌ناباوری شناخته می‌شوند. البته این دسته خود را به مسیحیت نسبت می‌دهند، اما جامعۀ مسیحیان کاتولیک و ارتودوکس و پروتستان آنان را مطرود می‌دانند، زیرا آن‌ها به "تثلیث مسیحی" در اعتقادنامۀ نیقیه که تمام مذاهب مسیحی کاتولیک-ارتودوکس-پروتستان به آن معتقدند، ایمان ندارند.
مورمون‌ها مانند خدا در مورمونیسم استدلال می‌کنند که الوهیت در واقع سه فرد جداگانه است که شامل خدای پدر، پسرش عیسی مسیح و روح القدس می‌شود.هر فردی در این وجود بزرگ نوع بشر هدف مشخصی دارد. علاوه بر این، مورمون‌ها معتقدند که قبل از شورای نیقیه، اعتقاد غالب در میان بسیاری از مسیحیان اولیه این بود که الوهیت سه شخص حقیقی جدا از هم هستند. در تأیید این دیدگاه، آنها نمونه‌هایی از اعتقاد به تبعیت‌گرایی مسیحی اولیه را ذکر می‌کنند.
یونیتارینیسم یک جنبش الهیاتی است که به دلیل درک آن از خدا به عنوان یک شخص، در تضاد مستقیم با تثلیث گرایی نامگذاری شده است.

### اسلام
تک‌خداپرستی اولین رکن دین اسلام است. آیات قرآن به شدّت توحیدی می‌باشد، به صورتی که یکی از سوره‌های آن به نام توحید نام گذاری شده است و موضوع آن یگانگی خداوند می‌باشد:
بگو: «اوست خدای یگانه، (۱) خدای صمد [ثابت - متعالی]، (۲) [کسی را] نزاده، و زاده نشده است، (۳) و هیچ‌کس او را همتا نیست.» (۴)
و یادآوری می‌کند که با فرزندان آدم پیمان گرفته شده است که تنها خدا را بپرستند و عبادت خدا را تنها راه رستگاری می‌داند:
ای فرزندان آدم، مگر با شما عهد نکرده بودم که شیطان را مپرستید، زیرا وی دشمن آشکار شماست؟ (۶۰) و اینکه مرا بپرستید؛ این است راه راست (۶۱) (یس ۶۰ و ۶۱)
قرآن تک‌خداپرستی را شرط لازم برای بخشیده شدن در روز قیامت معرفی می‌کند:
مسلماً خدا، این را که به او شرک ورزیده شود نمی‌بخشاید و غیر از آن را برای هر که بخواهد می‌بخشاید، و هر کس به خدا شرک ورزد، به یقین گناهی بزرگ بربافته است. (نسا ۴۸)
همچنین قرآن مسیحیان و پیروان دیگر ادیان را به خاطر پرستش غیر از خدا سرزنش می‌کند و او را منزه از هر شریک دیگری می‌داند:
اینان دانشمندان و راهبان خود و مسیح پسر مریم را به جای خدا به الوهیّت گرفتند، با آنکه مأمور نبودند جز اینکه خدایی یگانه را بپرستند که هیچ معبودی جز او نیست. منزه است او از آنچه [با وی] شریک می‌گردانند. (توبه ۳۱)
قرآن، انسان را به‌طور ذاتی یکتاپرست می‌داند:
پس روی خود را با گرایش تمام به حق، به سوی این دین کن، با همان سرشتی که خدا مردم را بر آن سرشته است. آفرینش خدای تغییرپذیر نیست. این است همان دین پایدار، ولی بیشتر مردم نمی‌دانند. (روم ۳۰)
همچنین عبارت «لا اِلهَ اِلا الله» ذکر تهلیل (خدایی جز خدای یگانه (الله) نیست) اولین بخش از شهادتین می‌باشد که در اذان و نمازهای مسلمانان، هر روز تکرار می‌شود. همچنین کسانی که می‌خواهند مسلمان شوند، باید این عبارت (شهادتین) را بگویند.
الله اسلام مانندی در الوهیّت ندارد، ضدّی ندارد، همتایی ندارد، همانندی ندارد و شریکی ندارد. معبودی جز «اللَّه» نیست.